# James Ballantyne Hannay
James Ballantyne Hannay, auch Bannantyne, (* 1. Januar 1855 in Helensburgh bei Glasgow; † 17. März 1931) war ein schottischer Chemiker. Heute ist er vor allem für seine Behauptung von 1880 bekannt, künstliche Diamanten erzeugt zu haben.

## Leben
Hannays Vater war Theaterbesitzer (Prince of Wales Theatre, später Grand Theatre in Cowcaddens) und Hannay kam im Theater mit Pyrotechnik in Verbindung. Er bildete sich autodidaktisch und wurde 1873 Chemiker in einer Chromat-Fabrik in Glasgow. 1876/77 war er Assistent am Anderson College (der späteren University of Strathclyde) und danach am Owens College in Manchester. Bald darauf eröffnete er ein privates Chemielabor in Glasgow (Sword Street) und war als beratender Chemiker für die Industrie tätig. Außerdem ließ er Anilin-Farbstoffe in Hamburg produzieren.
Er hielt zahlreiche Patente in der Chemie. Unter anderem befasste er sich mit Endpunktbestimmung bei der Maßanalyse, Elektrochemie und Mineralanalysen. Er entwickelte ein Verfahren zur Herstellung von Bleiweiß und untersuchte das Verhalten von Substanzen am kritischen Punkt und erkannte schon, dass dort nicht eine Phase in der anderen gelöst wird, sondern beide in eine neue Phase übergehen.
Um 1880 versuchte er Diamanten bei hohem Druck synthetisch aus Kohlenwasserstoffen mit Lithium herzustellen (er erhitzte eine Mischung Paraffin, Knochenöl und Lithium in geschlossenen Eisenröhren bis zur Rotglut). Die Drücke waren aber weit jenseits dessen, was spätere erfolgreiche Arbeiten zur Diamantsynthese erforderten (Tracy Hall u. a. in den 1950er Jahren). Er selbst war überzeugt, Diamanten hergestellt zu haben und erhielt auch zunächst eine Bestätigung vom Britischen Museum. Einige der vorgeblichen synthetischen Diamanten wurden später unter anderem von Robert Robertson (1869–1949) untersucht und erwiesen sich als natürliche Diamanten. Bei seinen Experimenten beobachtete er die Diffusion von Gasen durch Metalle bei extremem Druck.
Später wandte er sich dem Ursprung von Religion zu und veröffentlichte über die hebräische Bibel.
1876 wurde er zum Fellow der Royal Society of Edinburgh gewählt.